# Лыжное двоеборье на зимних юношеских Олимпийских играх 2012
Соревнования по лыжному двоеборью на I зимних юношеских Олимпийских играх прошли 15 января 2012 года, был разыгран один комплект медалей. В соревновании приняли участие 17 спортсменов из 17 стран (согласно квоте — не более 1 спортсмена от страны). Путёвки на Игры были разыграны в конце января 2011 года на юниорском чемпионате мира в эстонском Отепя.
После единственного прыжка лидировал немец Том Лубиц, на 20 сек опережая японца Го Ямамото на старте 10-километровой дистанции. На лыжне немец не сумел удержать преимущество, его опередили сразу трое. Чемпионом стал чех Томаш Портык, который шёл после прыжка пятым (на трассе чех показал чистое второе время). Вторым стал финн Илькка Херола, уступивший чемпиону всего 2,8 сек. Ямамото отстал от победителя на 8,5 сек и выиграл бронзу. Лучшее время на лыжне (на 2,8 сек быстрее Портыка) показал итальянец Раффаэле Буцци, который сумел подняться с 11-го места на пятое.

## Медали

### Общий зачет
| Общее количество медалей |           |        |         |        |       |
| Место                    | Страна    | Золото | Серебро | Бронза | Всего |
| 1                        | Чехия     | 1      | 0       | 0      | 1     |
| 2                        | Финляндия | 0      | 1       | 0      | 1     |
| 3                        | Япония    | 0      | 0       | 1      | 1     |

### Медалисты
| Дисциплина                                     | Золото             | Серебро                 | Бронза            |
| Юноши. Индивидуальное первенство. К-90 + 10 км | Томаш Портык Чехия | Илькка Херола Финляндия | Го Ямамото Япония |